# بافليون
بافليون ، قرية سوريّة تتبع إداريّاً لمحافظة حلب منطقة عفرين ناحية شران، بلغ تعداد سكانها 172 نسمة حسب التعداد السكاني لعام 2004 و جميع سكان هذه القرية هم أكراد من الديانة الزرداشتية. 